# Cừu Hebrides

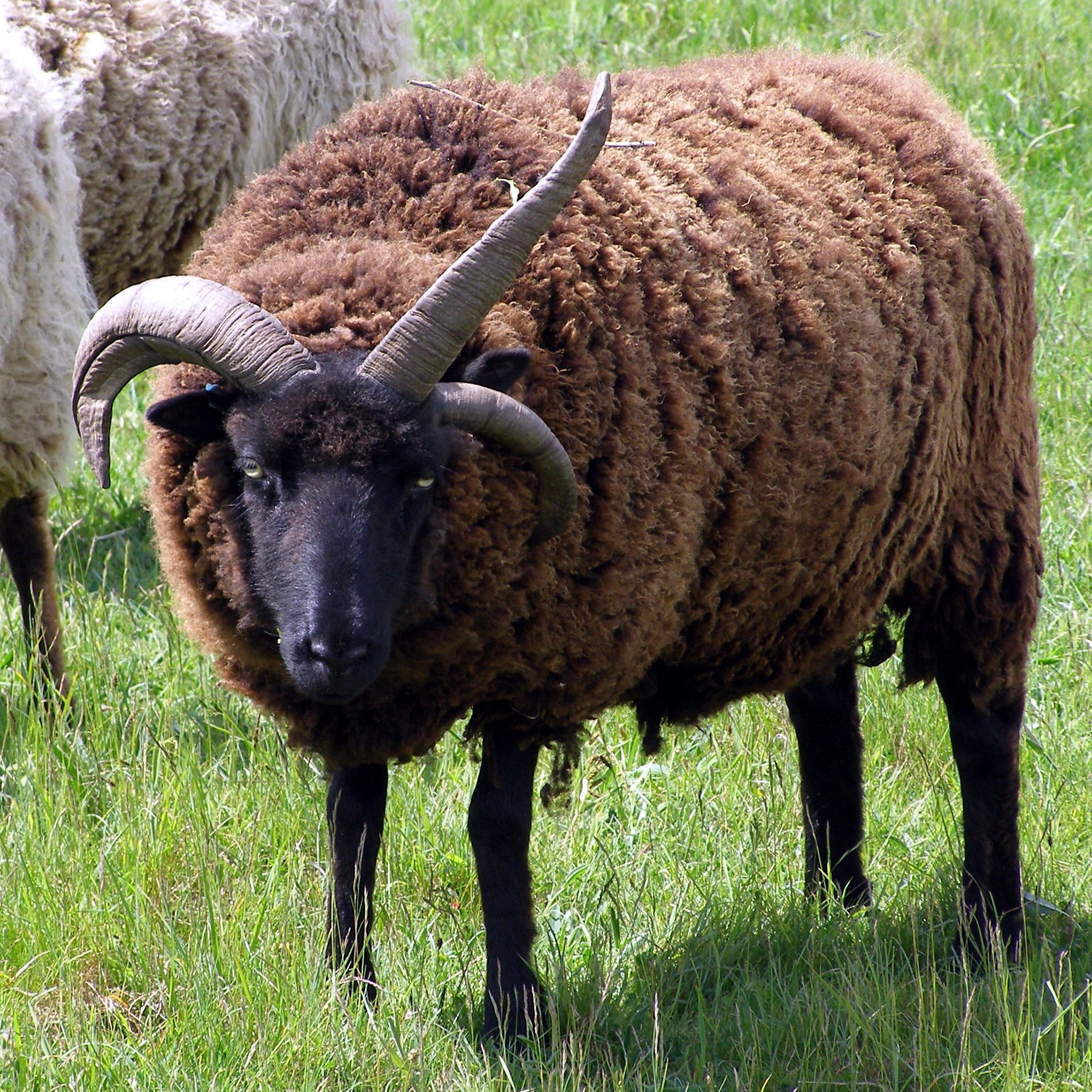
Một con cừu có ba sừng

Cừu Hebrides hay còn được gọi là cừu Hebridean là một giống cừu có màu sắc đen cỡ nhỏ, có nguồn gốc từ Scotland. Tương tự như các thành viên khác của nhóm cừu đuôi ngắn Bắc Âu, đuôi chúng cũng có một đoạn ngắn, đuôi hình tam giác. Chúng thường có hai cặp sừng. Chúng thường trước đây gọi là "cừu St Kilda", mặc dù không giống như cừu Soay và cừu Boreray, chúng có thể không được phát hiện thực tế từ các quần đảo St Kilda. Đây là một giống cừu có lịch sử từ lâu đời, chúng là giống cừu khỏe mạnh, dễ chăn nuôi, phù hợp với điều kiện của Scotland.

## Lịch sử
Chúng có lịch sử lâu đời. Những con cừu được nuôi giữ khắp nước Anh từ thời kỳ đồ sắt (Iron Age) có hình dáng là nhỏ, đuôi ngắn, và đa dạng về màu sắc. Những tồn tại vào thế kỷ 19 tại cao nguyên phía Tây và Hải đảo như cừu mặt lam Scotland, trong đó có các giống địa phương khác nhau, hầu hết trong số đó nay đã tuyệt chủng (một số tồn tại, chẳng hạn như các con cừu Shetland và cừu Ronaldsay Bắc).
Các những con mặt nâu được nuôi giữ trong vùng Hebrides chiếm tỷ lệ rất nhỏ, với khuôn mặt trắng và chân; cơ thể của chúng thường là màu trắng, nhưng thường màu đen, nâu, nâu đỏ hoặc màu xám. Các lông cừu đã ngắn và mềm và chúng thường bị khuyết sừng ở cả hai giới, nhiều người trong số chúng có hai hoặc thậm chí ba cặp sừng. Cừu Dunface dần được thay thế bằng các giống đuôi dài như cừu mặt đen Scotland và cừu Cheviod, nó chết hết trên đất liền và cuối cùng cũng trên đảo Hebridean.
Việc biết nguồn gốc mẹ đẻ của cừu Hebridean cuối cùng còn sống sót trên Uist, và trong những năm 1880 một số được lấy từ đó để Storr Hall ở Windermere ở Cumbria, miền bắc nước Anh. Những con cừu đã được phân phối như vật trang trí cho bất động khác nhau ở Anh và Scotland, nói chung là gọi là "cừu St Kilda". Cuối cùng chỉ có cừu đen vẫn trong các đàn gia cầm. Các gen màu đen mang theo Hebridean vắng mặt từ cừu đặc hữu của châu Âu, nhưng không xảy ra trong một vài kiểu Trung Đông.
Người ta nghĩ rằng nó đã được mua lại vào một thời điểm bởi Hebridean, và cũng do cừu núi mặt đen xứ Wales (Welsh Black Mountain) thông qua giao phối với cừu Jacob, được cho là có nguồn gốc từ Trung Đông hoặc cừu Địa Trung Hải và cũng đã được giữ rộng rãi làm động vật cảnh. Năm 1973, cừu Hebridean cảnh được xác định là giống cần bảo tồn. Từ đó các giống đã được hồi sinh, và nó không còn được coi là hiếm, nó được giữ ở nhiều nơi trên thế giới, hiện nay bao gồm Hebrides gốc gác của nó.

## Đặc điểm

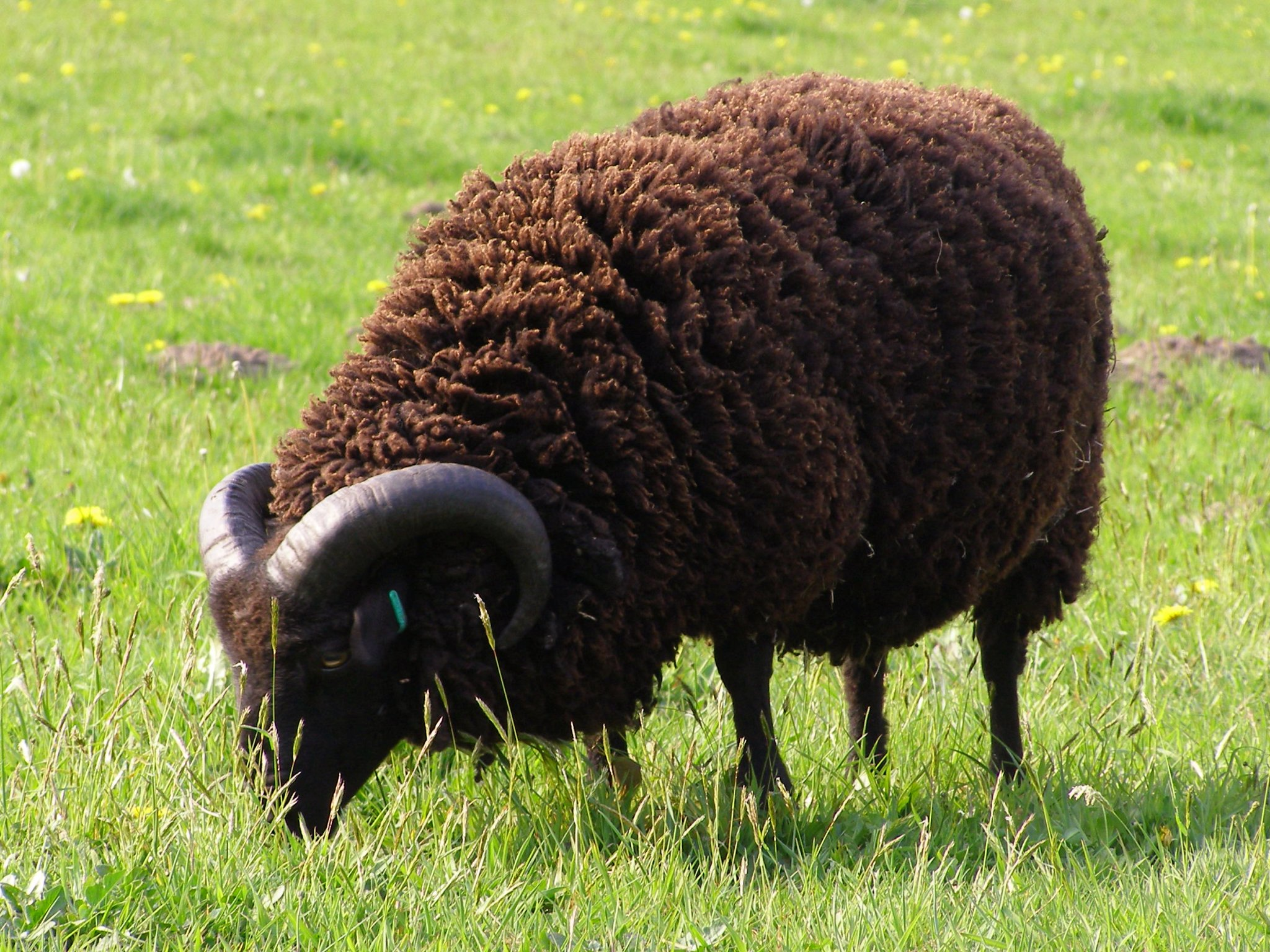
Một con cừu đực Hebridean đang gặm cỏ

Cừu Hebridean hiện đại có màu đen, len khá thô, mà có xu hướng nhạt dần sang nâu trong ánh mặt trời và thường trở thành màu xám với độ tuổi nhất định; chúng không có lông trên mặt và chân. Nếu không cạo lông có thể thay lông một cách tự nhiên trong mùa xuân. Cừu đực và cừu cái thường có một cặp sừng, nhưng thường có thêm hai hoặc thậm chí cặp đa sừng (polycerate), và đôi khi không. Chúng là giống cừu nhỏ hơn đáng kể so với hầu hết các giống khác của con cừu, con cừu cái trưởng thành có trọng lượng chỉ khoảng 40 kg (88 lb), Chiên hơi nặng, vào khoảng 50 đến 60 kg (110-130 lb).
Trán chúng phẳng, xương mũi lồi ra, chúng có hố nước mắt, mõm của chúng mỏng, môi hoạt động, răng cửa sắc, nhờ đó chúng có thể gặm được cỏ mọc thấp và bứt được những lá thân cây mềm mại, hợp khẩu vị trên cao để ăn. Chúng có thói quen đi kiếm ăn theo bầy đàn, tạo thành nhóm lớn trên đồng cỏ. Trong da chúng có nhiều tuyến mồ hôi và tuyến mỡ hơn dê. Bởi thế chúng bài tiết mồ hôi nhiều hơn và các cơ quan hô hấp tham gia tích cực hơn vào quá trình điều tiết nhiệt. Mô mỡ dưới da của chúng phát triển tốt hơn dê và ngược lại ở các cơ bên trong của chúng có ít tích lũy mỡ hơn dê.
Nó đã được báo cáo rằng các mô cơ và chất béo của Hebridean có ít hơn đáng kể lượng cholesterol hơn so với các giống nổi tiếng khác. Cừu Hebrideans là giống cừu khỏe mạnh và có khả năng phát triển mạnh về chăn thả thô sơ, và vì vậy thường được sử dụng như là động vật ăn cỏ bảo tồn để duy trì đồng cỏ tự nhiên hoặc làm lành mạnh môi trường sống. Chúng đặc biệt hiệu quả trong việc kiểm soát bụi, có một sở thích mạnh cho các hoạt động gặm cỏ.

## Xu hướng
Hiện nay có nghiên cứu cho biết rằng giống cừu này đang nhỏ đi do hiệu ứng nhà kính. Một nghiên cứu trên cừu Scotland cho thấy, tình trạng thay đổi khí hậu đang làm biến đổi kích thước cơ thể và quy mô dân số của chúng. Những mùa đông lạnh giá tạo ra những con cừu to lớn, nhưng trong những mùa đông không quá lạnh, tác dụng này biến mất. Kích thước cơ thể có mối liên hệ với số lượng cừu. Khi nhiều con cừu to lớn xuất hiện trên đảo, số lượng cá thể có xu hướng dao động với biên độ khá rộng, có thể là do kích thước cơ thể quyết định khả năng thành công trong sinh sản. Kích thước cơ thể của cừu lại bị chi phối bởi môi trường sống. Mức độ khắc nghiệt của mùa đông tại Scotland thay đổi liên tục.

## Chăn nuôi

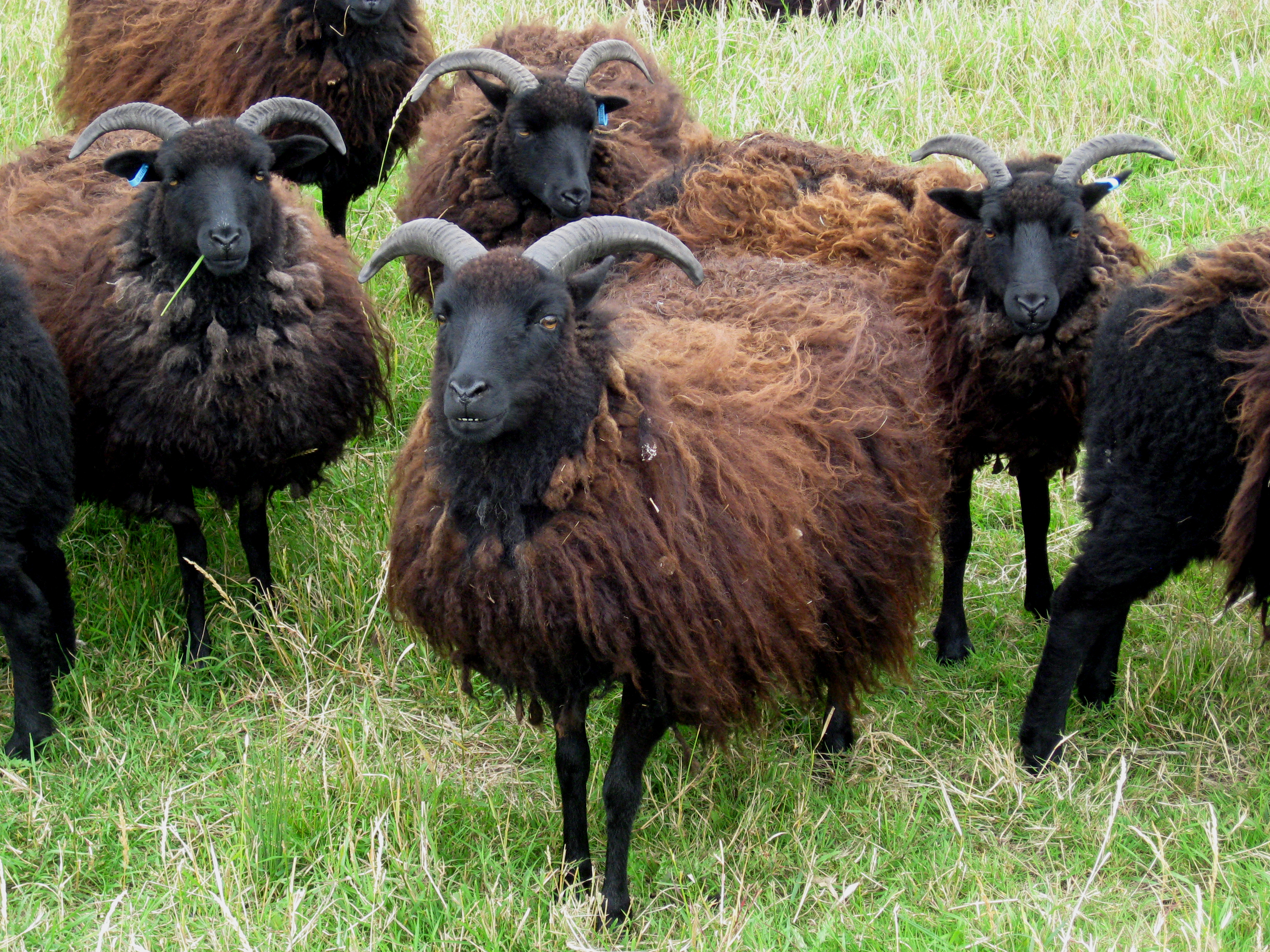
Một đàn cừu Hebridean

Chúng có tính bầy đàn cao nên dễ quản lý, chúng thường đi kiếm ăn theo đàn nên việc chăm sóc và quản lý rất thuận lợi. Chúng cũng là loài dễ nuôi, mau lớn, ít tốn công chăm sóc. So với chăn nuôi bò thì chúng là vật nuôi dễ tính hơn, thức ăn của chúng rất đa dạng, thức ăn của chúng là những loại không cạnh tranh với lương thực của người. Chúng là động vật có vú ăn rất nhiều cỏ.
Hầu hết chúng gặm cỏ và ăn các loại cỏ khô khác, tránh các phần thực vật có gỗ nhiều. Chúng có chế độ hoạt động ban ngày, ăn từ sáng đến tối, thỉnh thoảng dừng lại để nghỉ ngơi và nhai lại. Đồng cỏ lý tưởng cho chúng như cỏ và cây họ Đậu. Khác với thức ăn gia súc, thức ăn chính của chúng trong mùa đông là cỏ khô.
Chúng là loài ăn tạp, có thể ăn được nhiều loại thức ăn bao gồm thức ăn thô xanh các loại như: rơm cỏ tươi, khô, rau, củ quả bầu bí các loại, phế phụ phẩm công nông nghiệp và các loại thức ăn tinh bổ sung như cám gạo ngũ cốc. Mỗi ngày chúng có thể ăn được một lượng thức ăn 15-20% thể trọng. Chúng cần một lượng thức ăn tính theo vật chất khô bằng 3,5% thể trọng. Với nhu cầu 65% vật chất khô từ thức ăn thô xanh (0,91 kg) và 35% vật chất khô từ thức ăn tinh (0,49 kg). Khi cho chúng ăn loại thức ăn thô xanh chứa 20% vật chất khô và thức ăn tinh chứa 90% vật chất khô.
Nguồn nước uống là nhu cầu cơ bản của chúng. Lượng nước cần cho chúng biến động theo mùa và loại và chất lượng thực phẩm mà chúng tiêu thụ. Khi chúng ăn nhiều trong các tháng đầu tiên và có mưa (kể cả sương, khi chúng ăn vào sáng sớm), chúng cần ít nước hơn. Khi chúng ăn nhiều cỏ khô thì chúng cần nhiều nước. Chúng cũng cần uống nước sạch, và có thể không uống nếu nước có tảo hoặc chất cặn. Trong một số khẩu phần ăn của chúng cũng bao gồm các khoáng chất, hoặc trộn với lượng ít.

## Chăm sóc

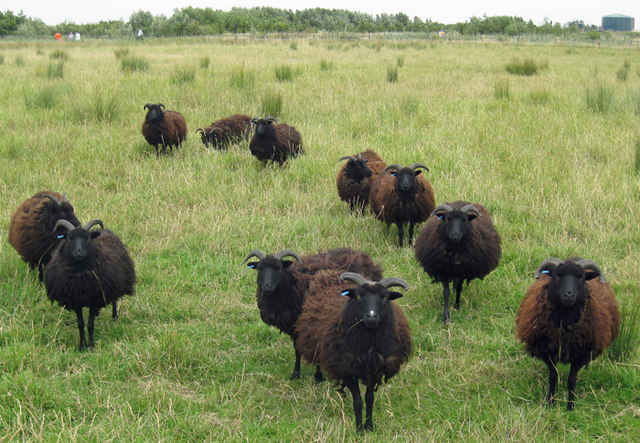
Một đàn cừu trên đồng cỏ

Sau khi cho phối giống 16-17 ngày mà không có biểu hiện động dục lại là có thể cừu đã có chửa, Căn cứ vào ngày phối giống để chuẩn bị đỡ đẻ cho cừu (thời gian mang thai của cừu 146-150 ngày) nhằm hạn chế cừu sơ sinh bị chết; Có thể bồi dưỡng thêm thức ăn tinh và rau cỏ non cho cừu có chửa nhưng tuyệt đối tránh thức ăn hôi mốc; Khi có dấu hiệu sắp đẻ (bầu vú căng, xuống sữa, sụt mông, âm hộ sưng to, dịch nhờn chảy ra, cào bới sàn…) nên nhốt ở chuồng riêng có lót ổ rơm và chăn dắt gần, tránh đồi dốc.
Thông thường cừu mẹ nằm đẻ nhưng cũng có trường hợp đứng đẻ, tốt nhất nên chuẩn bị đỡ đẻ cho cừu; Sau khi đẻ cừu mẹ tự liếm cho con. Tuy nhiên, vẫn phải lấy khăn sạch lau khô cho cừu con, nhất là ở miệng và mũi cho cừu con dễ thở. Lấy chỉ sạch buộc cuống rốn (cách rốn 4–5 cm), cắt cuống rốn cho cừu con và dùng cồn Iod để sát trùng; Giúp cừu con sơ sinh đứng dậy bú sữa đầu càng sớm càng tốt (vì trong sữa đầu có nhiều kháng thể tự nhiên); Đẻ xong cho cừu mẹ uống nước thoải mái (có pha đường 1% hoặc muối 0.5%).
Cừu con trong 10 ngày đầu sau khi đẻ cừu con bú sữa mẹ tự do; Từ 11-21 ngày tuổi cừu con bú mẹ 3 lần/ngày, nên tập cho cừu con ăn thêm thức ăn tinh và cỏ non, ngon; 80-90 ngày tuổi có thể cai sữa. Giai đoạn này phải có cỏ tươi non, ngon cho cừu con để kích thích bộ máy tiêu hóa phát triển (đặc biệt là dạ cỏ) và bù đắp lượng dinh dưỡng thiếu hụt do sữa mẹ cung cấp không đủ; Cừu sinh trưởng và phát triển nhanh, mạnh ở giai đoạn này.